# Wilhelm Sachs (Politiker)

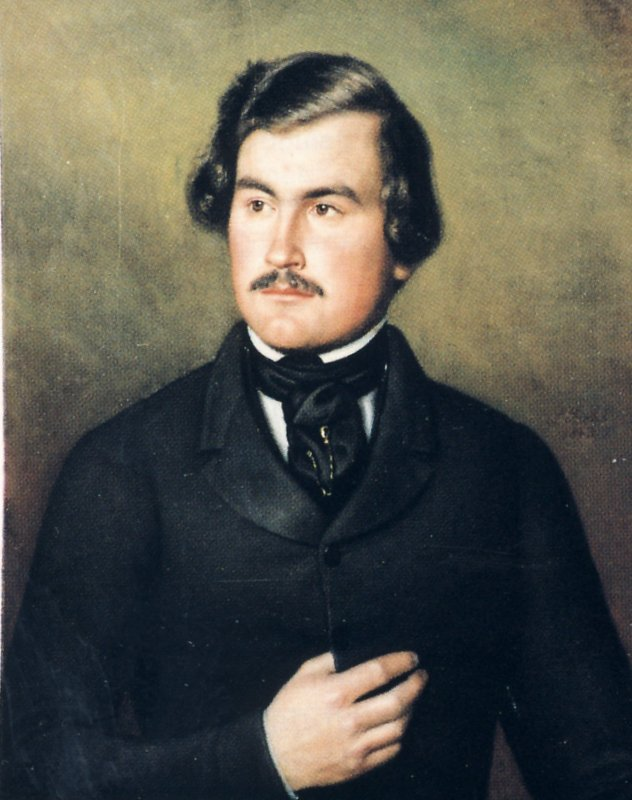
Wilhelm Sachs 1843 gemalt von Lambert Sachs

Wilhelm Sachs (* 4. Dezember 1801 in Düsseldorf; † 24. Februar 1866 in London) war ein deutscher Politiker, Revolutionär und Unternehmer.

## Leben
Wilhelm Sachs, aus einer rheinischen Gastwirtsfamilie stammend, war seit ca. 1842 in Mannheim im Tuchhandel und Tabakhandel tätig. 1847 wurde er zum Abgeordneten in die Zweite Kammer der Badischen Ständeversammlung gewählt. Im Rahmen der Märzrevolution 1848 nahm er an der Heidelberger Versammlung der 51 sowie am Vorparlament teil.
Vom 28. Juni 1848 bis zum Ende des Rumpfparlaments am 18. Juni 1849 vertrat Sachs den 16. badischen Wahlkreis (Mannheim) in der Frankfurter Nationalversammlung. Dort zählte er zur radikalen Fraktion Deutscher Hof und gehörte kurzzeitig dem Finanzausschuss an.
Im Rahmen der Reichsverfassungskampagne unterstützte Sachs aktiv die Badische Revolution und nahm an mehreren Sitzungen des revolutionären Landesausschusses teil.  Im Juni 1849 berief ihn Lorenz Brentano als Außenminister in die revolutionäre provisorische badische Regierung mit diktatorischer Gewalt, in die Sachs jedoch nicht eintrat. Nach der Niederschlagung der Revolution durch preußische Truppen floh Sachs nach England. In Abwesenheit wurde er wegen Hochverrats zu einer lebenslangen Zuchthausstrafe verurteilt. 1851 wurde jedoch das Verfahren eingestellt, so dass Sachs 1862 wieder kurzzeitig von London nach Mannheim übersiedeln konnte.